# Pythium aristosporum
Pythium aristosporum ist ein Phyto-Pathogen aus der Gruppe der Eipilze, das bei Weißem Straußgras eine Dysfunktion der Wurzeln verursacht.

## Wirte und Symptome
Pythium aristosporum verursacht eine Funktionsstörung der Wurzeln bei Weißem Straußgras (Agrostis stolonifera). Weißes Straußgras ist ein Gras, das im Norden der Vereinigten Staaten auf den Greens, Fairways und Tees von Golfplätzen eingesetzt wird, weil es sehr kurz (0,125 in (3,2 mm)) geschnitten werden kann und die Winter relativ unbeschadet übersteht. Es ist für Golfplätze ideal, weil es Seitensprosse bildet, so dass es sich schnell ausbreiten kann und dichte Bestände auf dem Boden bildet.
Wie angedeutet befällt Pythium aristosporum die Wurzeln des Weißen Straußgrases. Während es keine makroskopischen Anzeichen gibt, zeigen einige ober- und unterirdische Symptome die Infektion der Pflanzen an. Oberirdisch welkt sie Blattspitze und das Gras wechselt die Farbe vom satten Grün zu gelbbraun, was typischerweise in kreisrunden Flecken erfolgt. Die unterirdischen Symptome sind sekundär und Ergebnis der Wurzel-Nekrose; diese stirbt ab, wird fahl gelbbraun und verliert ihre Wurzelhaare. Diese Symptome sind systemisch, da sie die gesamte Pflanze betreffen, und der Großteil des abgestorbenen Wurzelgewebes ist ein primäres Symptom, da das Absterben direkte Folge der Pythium-Infektion ist.
Mikroskopisch sind Hyphen sichtbar. Die primären Strukturen, um überdauern zu können, sind bei Pythium-Arten Oosporen und Sporangien. Oosporen und Sporangien haben einen kreisförmigen Umriss. Antheridien und Oogonien können auf den Zellen der Hyphen ebenfalls vorhanden sein. Ein Oogonium ist im Umriss kreisförmig und mit einer Hyphe verbunden und ein Antheridium sieht wie ein Zweig einer Hyphe aus, das mit dem Oogonium verbunden ist, um Oosporen zu erzeugen.

## Krankheitszyklus
Pythium aristosporum infiziert Pflanzen auf vielerlei Wegen wie über die Luft, über Wasser, durch Überwinterung im Boden, Landtechnik und bereits infizierte Pflanzen. Im Sinne des Zyklus soll die überwinternde Oospore als Ausgangspunkt genommen werden. Die Oosporen auf einer Pflanze können einen Keimschlauch verwenden, um in die Pflanze einzudringen. Wenn sie sich nicht schon auf einer Pflanzenzelle befindet, setzt die Oospore eine Zoosporangium frei, das wiederum Zoosporen in die Umgebung entlässt. Diese Zoosporen haben zwei Geißeln und sind dadurch mobil; sie benötigen Wasser, um sich zu bewegen und sich zu verbreiten. Auf einer Pflanze angekommen enzystieren sie sich und entwickeln Haustorien, um Nährstoffe aus der Zelle zu beziehen. Einmal in der Zelle etabliert, breitet sich das Myzel durch die Pflanze aus. Sporangien steigen dann aus dem Myzel heraus auf und infizieren die Zellen direkt oder setzen weitere Zoosporen zur Infektion frei. Von dort aus kann sich das Myzel verbreiten, und der Zyklus beginnt von vorn. Da dies mehr als einmal per Anbauzyklus möglich ist, spricht man von einer polyzyklischen Krankheit. Wenn die Bedingungen nicht länger für Wachstum und Überleben geeignet (sehr trocken oder kalt) sind, oder wenn die Wirtspflanze abgestorben ist, befruchten sich haploide Antheridien und Oogonien, um diploide Oosporen zu bilden.

## Umweltbedingungen
Die Umweltbedingungen spielen eine Schlüsselrolle bei der Entwicklung des Pathogens in der Pflanze. Auch wenn Wirt und Pathogen vorhanden sind, hängt es von den Umweltbedingungen ab, ob eine Krankheit ausbricht. Die von P. aristosporum ausgelöste Wurzel-Dysfunktion (englisch pythium root dysfunction, „PRD“) entwickelt sich in den Wurzeln des Weißen Straußgrases im Herbst, Winter und Frühjahr, wenn die durchschnittlichen Bodentemperaturen zwischen 50 °F (10 °C) und 70 °F (21 °C) betragen. Das Pathogen verringert die Fähigkeit der Wurzeln, Wasser und Nährstoffe aus dem Boden aufzunehmen, was die Krankheit in Zeiten von Stress sehr viel ernster macht, z. B. bei geringer Bodenfruchtbarkeit, geringer Bodendurchlüftung und insbesondere Trockenheit. Deshalb treten die Symptome meist während wärmerer Perioden im Sommer auf, wenn die Bodentemperaturen den Zielbereich erreicht haben.
Weil die Krankheit die Wurzeln derart heftig beeinflusst, ergeht es Weißem Straußgras auf sandigen Böden schlecht, weil diese Böden hohe Infiltrations- und Durchfluss-Raten aufweisen. Grassoden in Böden mit hohem organischen Gehalt sind (einmal infiziert) besser gerüstet, weil diese Böden Wasser und Nährstoffe besser zurückhalten und den Wurzeln so Gelegenheit geben, sie auch mit geringeren Raten aufzunehmen, als dies in gut entwässerten Böden der Fall ist. Während Böden, welche für höhere Pflanzen verfügbare Feuchtigkeit besser zurückhalten, diesen einmal infizierten Pflanzen ein besseres Überleben gestatten, ist die beste Prävention auf den Böden möglich, die einen schnellen Abfluss des Wassers garantieren. Ein wassergesättigter Boden erlaubt den Zoosporen, sich auszubreiten und die Wurzelzellen zu infizieren, also besteht die beste Prävention darin, eine lang anhaltende Wassersättigung zu unterbinden.
Insekten wie Rüsselkäfer können auch als Vektoren auftreten, indem sie die Sporen übertragen oder Wurzeln annagen und so Öffnungen schaffen, die den Eipilzen ein Eindringen erleichtern.